# Geschichte des Schweißens
Die Geschichte des Schweißens beschreibt den Weg von den Anfängen bis zu den heute handwerklich und industriell genutzten Schweißverfahren für das Verbinden von Metallen, Gläsern, Kunststoffen unterschiedlichster Abmessungen. Er begann bei den Sumerern und Hethitern im 3. Jahrtausend v. Chr. Die Entwicklung machte über Jahrtausende nur geringe Fortschritte, um mit den Erfindungen des 19. Jahrhunderts eine rasante Beschleunigung zu erfahren.

## Feuer- und Hammerschweißen
Das Feuer- und Hammerschweißen von Eisen wurde seit dem 15. Jahrhundert v. Chr. in Kleinasien ausgeübt. Das waren die Verfahren, die auch noch in den nächsten Jahrhunderten zum Fügen von metallischen Werkstoffen zur Verfügung standen. Ausschließlich durch Feuerschweißen konnten von der Eisenzeit bis ins 20. Jahrhundert durch die Schmiede neben z. B. Werkzeugen, landwirtschaftlichen Geräten und Gittern auch Waffen geschweißt (und im Anschluss verschmiedet) werden, wie Dolche und Schwerter aus Damaszener Stahl. Auch der elementare Prozess des Ausschmiedens des Eisenschwamms (Luppen) und darauffolgendem Gärben (Reinigen des Eisens) konnte nur durch mehrfaches Falten und anschließendes Feuerschweißen durchgeführt werden.
Das deutsche Wort „Schweißen“ kommt vom althochdeutschen sweizen (= „heiß machen“, „erhitzen“).

## Gasschmelzschweißen
Die Entdeckung des Acetylens 1836 durch Edmund Davy und die Luftverflüssigung 1895 durch Carl von Linde ermöglichte das Schmelzschweißen durch eine energiereiche Flamme im Zusammenwirken mit Sauerstoff. Henry Le Chatelier wies experimentell nach, dass mit einer Sauerstoff-Acetylen-Flamme Temperaturen über 3000 °C erreicht werden können, ca. 500 °C mehr als mit einer Wasserstoff-Sauerstoff-Flamme. Als der Schweißbrenner für die Sauerstoff-Acetylen-Flamme durch Charles Picard und Edmond Fouché erfunden war, begann die Zeit des Gasschmelzschweißens, zunächst Autogenschweißen genannt.
In Deutschland gehörten die Chemische Fabrik Griesheim-Elektron und Drägerwerk Lübeck, Heinr. & Bernh. Dräger zu den Unternehmen, die das Gasschmelzschweißen weiterentwickelten. Im Drägerwerk war es Bernhard Dräger, der 1900/01 aus seinem um 1896 erfundenen Leuchtgasbrenner den „Dräger Knallgas-Schweißbrenner“ entwickelt hatte. Im Jahr 1903 kam Bernhard Dräger in Kontakt mit Ernst Wiss von der Chemischen Fabrik Griesheim-Elektron, woraus eine Kooperation auf dem Gebiet der Schweißtechnik entstand. Dräger und Wiss gründeten eine Arbeitsgemeinschaft für Versuche auf dem Gebiet der autogenen Metallbearbeitung, der sich im Jahr 1904 mit Hermann Richter von den Technischen Staatslehranstalten Hamburg eine weitere Person anschloss, die sich um die Entwicklung der Schweiß- und Schneidtechnik verdient gemacht hat.

## Lichtbogenschweißen

### Schweißen mit Stabelektroden
Die Entdeckung des elektrischen Lichtbogens und der industriellen Erzeugung von elektrischem Strom machte das Schmelzschweißen mit einem Lichtbogen möglich. Nikolai Nikolajewitsch Benardos und Stanisław Olszewski nutzten den Lichtbogen zwischen zwei Kohleelektroden.
Nikolai Gawrilowitsch Slawjanow ersetzte 1891 die bis dahin zum Lichtbogenschweißen üblichen Kohleelektroden durch einen Metallstab, der gleichzeitig Lichtbogenträger und Schweißzusatz war. Da die ersten Stabelektroden nicht umhüllt waren, war die Schweißstelle nicht vor Oxidation geschützt. Deshalb waren diese Elektroden schwierig zu verschweißen.
Oscar Kjellberg hatte 1907 die Idee, die metallischen Stabelektroden mit einer Umhüllung zu versehen, die dazu diente, die Lichtbogeneigenschaften zu verbessern und das Schweißbad vor Oxidation durch Luftsauerstoff zu schützen. Es folgten Entwicklungen verschiedenster Elektrodenumhüllungen für die Verbesserung der Lichtbogenstabilität und der metallurgischen Eigenschaften des Schweißgutes. Das Lichtbogenhandschweißen mit umhüllten Stabelektroden wurde zum Standardschweißverfahren.

### WIG-Schweißen
Auf der Suche nach einem Schweißverfahren für das Verbinden des leicht entzündlichen Magnesiums und seiner Legierungen erfand Russel Meredith von Northrop Aircraft um 1940 ein Schweißverfahren mit einer Wolframelektrode und dem Schutzgas Helium. Er nannte das Verfahren Heliarc. Wegen der Bezeichnung Wolfram für das Elektrodenmaterial und der Nutzung eines inerten Gases wurde es WIG-Schweißen (Wolfram-Inertgas-Schweißen) genannt. Der offizielle englische Begriff ist Gas Tungsten Arc Welding (GTAW) nach der American Welding Society (AWS). In der Folgezeit wurden viele Verbesserungen am Brenner (Wasserkühlung, Schutzgasdüsen) und an der Zusammensetzung der Elektroden vorgenommen und es wurden die Stromquellen weiterentwickelt. Besonders die Überlagerung der Schweißspannung mit einer sogenannten Hochfrequenzspannung war ein wichtiger Schritt, um Aluminium mit Wechselstrom zu schweißen.

### Metallschutzgasschweißen

#### Entwicklung des Schweißprozesses
1935 wurde unter dem Titel Improvements in Electric Arc Welding ein Patent in Großbritannien angemeldet, in dem die Zufuhr einer Drahtelektrode von einer Spule durch einen Vorschubmotor beschrieben wird. Das ist die Voraussetzung für das Metallschutzgasschweißen, das erstmals 1948 in den USA angewendet wurde und Perry J. Rieppel als Patent anmeldete. In dem Patent werden als Schutzgase sowohl die Inertgase Argon und Helium genannt als auch Kohlenmonoxid (CO) und Kohlendioxid. Rieppel nennt das Verfahren Shielded Arc Welding, die Variante mit inerten Gasen wurde später auch als SIGMA-Schweißen (engl. shielded inert gas metal arc) bezeichnet. Die Nachteile der aktiven Gase, wie die toxische Wirkung und Entflammbarkeit von CO als auch Abbrand von Legierungselementen im Werkstoff werden im Patent nicht angesprochen.
Die sowjetischen Ingenieure K.V. Liubavskii und N.M. Novozhilov untersuchten in den frühen 1950er Jahren eingehend die metallurgischen Reaktionen beim Schweißen unter CO2-Schutz. Das führte zur Entwicklung spezieller Drähte mit entsprechenden Legierungseigenschaften, die den Abbrand ausglichen. Das machte das sogenannte CO2- oder MAG-Schweißen (Metall-Aktivgas-Schweißen) mit ausreichender Qualität möglich.
Die Entwicklung spezieller Stromquellen mit Anpassungen an die Erfordernisse des MIG-/MAG-Schweißen folgten. Mit dem Aufkommen elektronisch gesteuerter Stromquellen ergab sich die Möglichkeit, den Abschmelzprozess gezielt zu steuern. Diese Entwicklungen hatten das Ziel, den Werkstoffübergang durch Stromimpulse zu steuern, den Wärmeeintrag in das Werkstück möglichst gering zu halten oder die Abschmelzleistung und damit die Produktivität zu erhöhen.

#### Impulsschweißung
Der Werkstoffübergang beim traditionellen MIG/MAG-Schweißen mit dem Kurzlichtbogen war ungleichmäßig. Um die Ablösung des geschmolzenen Tropfens vom zugeführten Draht gezielt steuern zu können, wurde die sogenannte Impulsschweißung eingeführt. Durch ständig wiederholende Stromimpulse sollte gewährleistet werden, dass sich mit jeder Stromerhöhung ein Tropfen ablöst. Zu Beginn dieser Technologie um 1970 wurde noch mit zwei Stromquellen gearbeitet, später übernahm eine steuerbare Stromquelle diese Aufgabe.

#### Reduzierung des Energieeintrags
In Österreich wurde bis 2005 das CMT-Schweißen (cold metal transfer) serientauglich entwickelt, bei dem der Schweißstrom gepulst wird und Zusatzdraht mit hoher Frequenz vor und zurück bewegt wird, um eine gezielte Tropfenablösung bei geringer Wärmeeinbringung zu erreichen.
Das gleiche Ziel der Reduzierung des Wärmeeintrags wird durch das sogenannte ColdArc-Verfahren erreicht, das ebenfalls im Jahre 2005 auf den Markt gebracht wurde. Alle Prozesseingriffe wirken direkt von der Stromquelle bei konstantem Drahtvorschub und mit Nutzung gewöhnlicher Schweißbrenner.

#### Erhöhung der Abschmelzleistung
Von J. G. Church und H. Imaizumi wurde untersucht, inwieweit sich die Abschmelzleistung des Schutzgasschweißens mit abschmelzendem Draht ohne Qualitätsverlust dadurch erhöhen lässt, dass man spezielle Gasgemische einsetzt. Auf der Basis ihrer Ergebnisse wurde der T.I.M.E.-Prozess (Transferred Ionized Molten Energy) und die daraus abgeleiteten Varianten entwickelt.

#### Engspaltschweißen
Durch den Einsatz unterschiedlicher Ausrüstungskomponenten können die Schweißverfahren optimiert an die jeweiligen Aufgaben angepasst werden. Will man zum Beispiel besonders dicke Bleche schweißen, ist hierfür in der Regel eine aufwendige Nahtvorbereitung in Form einer V-Fuge erforderlich. Mit Hilfe der Engspalttechnik kann der Aufwand für die Nahtvorbereitung erheblich reduziert werden. So können Bleche bis zu 300 mm Stärke bei mit nahezu parallelen Flanken geschweißt werden. Durch den stark reduzierten Öffnungswinkel entfällt zum einen aufwendige Nahtvorbereitung, zum anderen können Zusatzwerkstoff und Schutzgasmenge reduziert werden. Außerdem sind wesentlich weniger Schweißraupen erforderlich, was zusätzlich die Schweißzeit verringert. Dadurch wird das Bauteil weniger Wärme ausgesetzt und der Verzug minimal gehalten. Das rotierende Kontaktrohr erlaubt es, sowohl pendelnde Schweißlagen als auch Strichraupen zu schweißen. Das Engspalt-Schwert wird über den Lichtbogensensor in der Mitte der Fuge geführt. Das bis an die Gasdüse wassergekühlte Schwert erlaubt ununterbrochene Schweißzeiten über mehrere Stunden.

### Lichtbogenbolzenschweißen
Erste Versuche wurden bereits 1915 bis 1918 von Harold Martin in England durchgeführt und 1920 zum Patent angemeldet.
Entsprechen der Erfindungsbeschreibung wird ein elektrischer Lichtbogen zwischen einer Metallplatte und einem Bolzen gezündet. Dieser wird über eine einstellbare Zeit gehalten. Am Ende des Prozesses wird der Bolzen durch mechanische, pneumatische oder elektrische Kraft in die Schmelze getaucht.
In den frühen 1940er Jahren hatte ein Schweißer namens Ted Nelson die Idee, Schraubverbindungen zur Befestigung von Holzplanken an Stahlplatten zu vereinfachen. Er ersetzte das bisher übliche Kehlnahtschweißen dadurch, dass er den Gewindebolzen direkt durch einen Lichtbogen aufschmelzen ließ und ihn durch eine Vorrichtung in das Schmelzbad eintauchte.
Um den Bolzen mit konstanter Geschwindigkeit zur Lichtbogenzündung anzuheben und eine konstante Lichtbogenlänge zu gewährleisten, entwickelte er eine Vorrichtung mit geeignetem Spannfutter und einem Elektromagneten zum Anheben des Bolzens. Über einen Zeitgeber wurde die Schweißzeit eingestellt.
1970 wurde im technischen Ausschuss des Deutschen Verbands für Schweißtechnik e. V. die Arbeitsgruppe „Bolzenschweißen“ gegründet.

### Schweißen mit magnetisch bewegtem Lichtbogen
1942 wurde durch J. W. DAWSON in den USA ein Patent angemeldet, das das Prinzip des Stumpfschweißens mit einem im radialen Magnetfeld rotierenden Lichtbogen als Wärmequelle beschreibt. Das Verfahren wurde in den 1950er und 1960er Jahren besonders in der Sowjetunion, in den 1970er Jahren auch in Deutschland industriell entwickelt und genutzt.
Statt des Stumpfschweißens mittels eines rotierenden Lichtbogens kam das Schmelzschweißen mit einer ringförmigen Hilfselektrode zum Einsatz.
Heute wird es als MBP-Schweißen (Pressschweißen mit magnetisch bewegtem Lichtbogen) bezeichnet.

## Widerstandsschweißen
1766 berichtet J. Beckmann über einen Versuch von Johan Carl Wilcke, durch Kondensatorenentladung Flintkugeln miteinander zu verschweißen, und schon 1782 schweißte Georg Christoph Lichtenberg mittels der „künstlichen Elektrizität“ eine Uhrfeder mit einer Messerklinge zusammen.
Das Widerstandsschweißen wurde 1857 von James Prescott Joule als mögliches Verfahren zum Verbinden von Metallen aufgezeigt. Die entscheidenden Versuche zur Erfindung des Widerstandsschweißens unternahm Elihu Thomson um 1877. Er meldete 1886 zwei Patente zum Stumpfschweißen von Metalldrähten an.
Um 1897 setzte Henry F. A. Kleinsschmidt zum Widerstandsschweißen Kupferelektroden ein. Damit begann der industrielle Durchbruch des Widerstandsschweißens. Er hatte auch schon die Idee, Schweißbuckel beim Widerstandsschweißen von Laschen an Schienen zu verwenden. Um 1910 wurden die Widerstandsbuckel- und -rollennahtschweißmethode entwickelt. Ab 1930 setzte sich das Widerstandsschweißen auch industriell in großem Umfang durch. So wurden z. B. die Innenaufbauten von Elektronenröhren (Halterungen und Anschlüsse der Elektroden und der Kathodenheizung) punktgeschweißt – das Löten kommt hierbei aufgrund des Ausgasens von Flussmittelresten nicht in Frage.

## Verbände
Die nationale und internationale Zusammenarbeit bei der Ausbildung, Zertifizierung, Normung und technisch-wissenschaftliche Weiterentwicklung im Bereich Schweiß- und Fügetechnik wird in Deutschland durch den DVS, in Europa durch die EWF und weltweit durch das IIW koordiniert.